# Albert Lottin
Albert-Nicolas Lottin (n. París, Francia, 29 de agosto de 2001) es un futbolista francés con nacionalidad camerunesa que juega de mediocentro en las filas del Club Deportivo Castellón de la Liga Hypermotion .

## Trayectoria
Lottin es un jugador nacido en París, formado en las categorías inferiores del Football Club Girondins de Burdeos.
El 14 de diciembre de 2018, Lottin firmó su primer contrato profesional con el Football Club Girondins de Burdeos. El 5 de abril de 2019, hizo su debut profesional en la Ligue 1 con el Football Club Girondins de Burdeos en la victoria por 2-0 sobre el Olympique de Marsella. En el conjunto bordelés llegaría a jugar 3 encuentros.
El 1 de septiembre de 2020, Lottin firmó con el FC Utrecht de la Eredivisie, pero sería asignado a su filial el Jong FC Utrecht.
El 24 de septiembre de 2023, firma por el Panachaiki de Patras de la Segunda Superliga de Grecia, con el que disputa 7 partidos.
El 21 de febrero de 2024, firma por el Club Deportivo Castellón de la Primera División RFEF.

## Clubes
| Club                                      | País         | Año       |
| ----------------------------------------- | ------------ | --------- |
| Football Club Girondins de Burdeos Sub-21 | Francia      | 2018-2020 |
| Football Club Girondins de Burdeos        | Francia      | 2019-2020 |
| FC Utrecht                                | Países Bajos | 2020-2023 |
| Jong FC Utrecht                           | Países Bajos | 2020-2023 |
| Panachaiki de Patras                      | Grecia       | 2023-2024 |
| Club Deportivo Castellón                  | España       | 2024-     |